# فاني ماكيان
فاني ماكيان Fanny McIan (1814 – 7 أبريل 1897) كانت رسامة إنجليزية تخصصت في رسم المشاهد التاريخية الإسكتلندية.
ساهمت في تعليم الرسم في منتصف القرن التاسع عشر.
كانت زوجة الرسام روبرت ماكيان R. R. McIan كان ممثل ورسام سكوتلاندي. اشتهر بلوحاته ذات الأسلوب الرومانسي التي تصور رجال القبائل في سكوتلاندا، ومعاركهم وحياتهم اليومية.